# Acabaria mabahissi
Acabaria mabahissi is een zachte koralensoort uit de familie van de Melithaeidae. De wetenschappelijke naam van de soort is voor het eerst geldig gepubliceerd in 1940 door Hickson.